# Oxalis fragilis
Oxalis fragilis är en harsyreväxtart som beskrevs av Salter. Oxalis fragilis ingår i släktet oxalisar, och familjen harsyreväxter. Inga underarter finns listade i Catalogue of Life.